# Zaira Wasim
Zaira Wasim, née  le 23 octobre 2000 à  Srinagar, est une actrice du cinéma indien. Lauréate de nombreuses récompenses, dont un Filmfare Award et un National Film Award, Wasim a été honorée du Pradhan Mantri Rashtriya Bal Puraskar, littéralement en français : Prix national du Premier ministre pour les enfants,  par Ram Nath Kovind, le président de l'Inde, lors d'une cérémonie à New Delhi, en 2017.
Zaira Wasim fait ses débuts au cinéma avec le rôle de la jeune Geeta Phogat dans le film sportif biographique Dangal (2016), qui s'est imposé comme le film indien le plus rentable, rapportant plus de 2 000 crore ₹, équivalents à 300 millions de dollars, dans le monde. Elle a ensuite joué le rôle d'une chanteuse en herbe dans le drame musical Secret Superstar (2017), qui est devenu le film indien le plus rentable avec une protagoniste féminine. Les deux films ont été soutenus par Aamir Khan Productions et lui ont valu de nombreuses récompenses, dont le National Film Award de la meilleure actrice dans un second rôle, pour le premier, et le Filmfare Critic's Award de la meilleure prestation, pour le second. Sa dernière apparition au cinéma a été dans The Sky Is Pink (en) (2019), qui lui a valu une nomination aux Filmfare Award de la meilleure actrice dans un second rôle, malgré des performances commerciales insuffisantes.

## Filmographie
| Année | Titre                | Rôle                 | Réalisateur         | Notes |
| ----- | -------------------- | -------------------- | ------------------- | --- |
| 2016  | Dangal               | Geeta Phogat         | Nitesh Tiwari       | National Film Award de la meilleure actrice dans un second rôle Pradhan Mantri Rashtriya Bal Puraskar Nommée pour le Filmfare Award du meilleur espoir féminin |
| 2017  | Secret Superstar     | Insiya Malik         | Advait Chandan (en) | Filmfare Critic's Award de la meilleure prestation Nommée pour le Filmfare Award de la meilleure actrice                                                       |
| 2019  | The Sky Is Pink (en) | Aisha Chaudhary (en) | Shonali Bose        | Nommée pour le Filmfare Award de la meilleure actrice dans un second rôle                                                                                      |